# 904 a.C.

## Eventos
- Pelos cálculos de Newton, foi neste ano que Troia foi capturada, terminando a Guerra de Troia.[1]